# John Wilhelm Hagberg

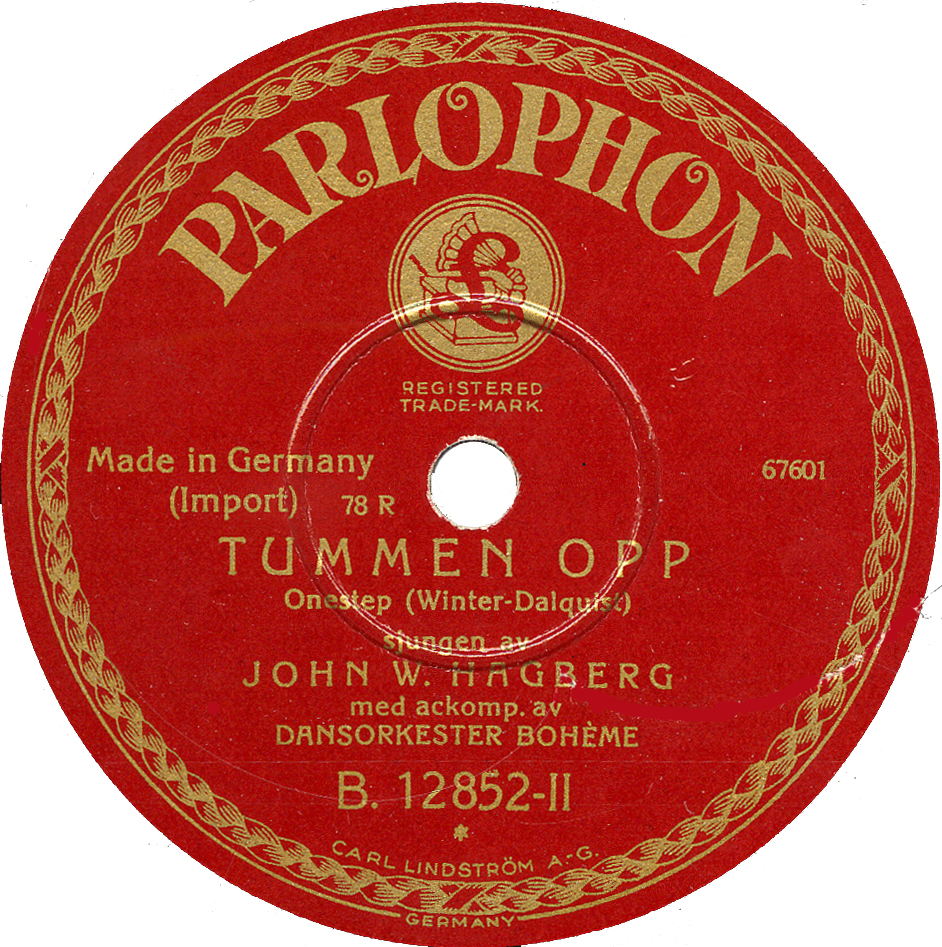
Etikett till John W Hagbergs inspelning av melodin Tummen opp på Parlophon 1929.

John Wilhelm Aristarkus Hagberg, född den 4 augusti 1897 i Östersunds församling i Jämtlands län, död den 1 maj 1970 i Adolf Fredriks församling i Stockholm, var en svensk journalist, sångare och revyskådespelare. Han var även verksam under pseudonymen Wilhelm Arne. 

## Biografi
Hagberg var son till redaktören John Aron Hagberg och Kristina Vilhelmina Ehrsson. Hagberg arbetade ursprungligen som journalist på Östersunds-Posten. Han medverkade i en amatörteaterförening och upptäcktes av Eric Abrahamsson. Han engagerades av Ernst Rolf till dennes Cirkusrevy 1926, och blev på 1920-talet en populär kuplettsångare i revyfacket. När Rolf var sjuk eller tillfälligtvis gett sig ut på resa var det Hagberg som fick vara ersättare. 
Hagberg debuterade som grammofonsångare 1925, och kom att sjunga in cirka 700 skivsidor fram till 1959. Under 1930-talet turnerade han i folkparkerna tillsammans med bland annat Thor Modéen. Han drog sig tillbaka från artistlivet i början av 1940-talet och flyttade till Dalarna, där han tillsammans med sin nya fru Rita drev dansrestaurangen Wivex (tidigare Moskogen) i Skeberg, utanför Leksand.
Under 1950-talet upplevde han en ny vår efter comeback i ett radioprogram och medverkade även i flera TV-program och sjöng in nya skivor, bland annat Spänn ej upp paraplyt för'n det regnar en visa med egen text till en Rolf Degerman-melodi. I slutet på 1950-talet var Hagberg radiounderhållare i programserien "Frysboxen".
Han är begravd på Leksands kyrkogård.

### Familj
Hagberg var i sitt första äktenskap (till 1940) gift med sångerskan Elsa Hagberg (1903–1963), och i sitt andra äktenskap från 1946 till sin död gift med Rita Hagberg (1925–2017). Han hade tillsammans med skådespelaren Elin Augusta Ekstedt (1892–1946) en son, regissören Rune Hagberg (1918–2006). Tillsammans med Rita Hagberg sonen Lillebror Hagberg (1949–2013) och dottern Kerstin Charlotte Hagberg, född 1953.

## Filmografi
- 1929 – Ville Andesons äventyr
- 1932 – Jag gifta mig – aldrig
- 1933 – Lördagskvällar
- 1940 – En sjöman till häst
- 1943 – Som du vill ha mej
- 1947 – ...Och efter skymning kommer mörker

## Diskografi i urval
- En liten fnurra på tråden - Sickan Carlsson, Åke Söderblom Odeonorkestern
- En rolig halvtimma - Thor Modéen, Einar Groths orkester
- Björneborgarnas marsch - Olle Johnnys orkester
- En röd liten stuga - Elsa Hagberg, Arne Hülphers orkester
- Hipp hurra för kronans glada gossar ur filmen Samvetsömma Adolf - Arne Hülphers orkester
- I en grönmålad båt - Arne Hülphers orkester
- Gör ett undantag för mej - Greta Wassberg, Odeonorkestern
- Två små fåglar på en gren - Hülphers Fenixorkester
- Bella Cascetta ur filmen En kärleksnatt vid Öresund' - Gustaf Egerstams orkester
- Flottans lilla fästmö ur filmen Flottans lilla fästmö - Groths dansorkester
- Kan du vissla Johanna? - Dansorkestern Arena
- Adjöss med den - Karl Wehle, piano
- Dansen går på Svinnsta skär - Dragspel
- Spänn ej upp paraplyt förrän det regnar - Arvid Sundins orkester
- Jämt får man skämmas för släkten - Olle Johnnys orkester